# Anamari Kožul
Anamari Kožul (* 20. Januar 1996) ist eine kroatische Leichtathletin, die sich auf den Hammerwurf spezialisiert hat.

## Sportliche Laufbahn
Erste internationale Erfahrungen sammelte Anamari Kožul 2013 bei den Jugendweltmeisterschaften in Donezk, bei denen sie mit 53,00 m in der Qualifikation ausschied. 2015 gelangte sie bei den Junioreneuropameisterschaften im schwedischen Eskilstuna bis in das Finale, in dem sie mit 56,36 m den zwölften Platz belegte. Im Jahr darauf wurde sie bei den U23-Mittelmeermeisterschaften in Tunis mit 59,70 m Vierte und bei den Balkan-Meisterschaften in Pitești gelangte sie mit 61,11 m auf Rang acht. 2017 gelang ihr bei den U23-Europameisterschaften in Bydgoszcz in der Qualifikation kein gültiger Versuch und 2018 startete sie erstmals bei den Europameisterschaften in Berlin und verpasste dort mit 62,55 m den Finaleinzug. 2019 wurde sie bei der Sommer-Universiade in Neapel mit 68,28 m Fünfte und belegte anschließend bei den Balkan-Meisterschaften in Prawez mit 62,17 m den vierten Platz. 2021 gewann sie bei den Balkan-Meisterschaften in Smederevo mit 67,38 m die Bronzemedaille.
In den Jahren von 2015 bis 2021 wurde Kožul jedes Jahr kroatische Meisterin im Hammerwurf.